# Martí Vicenç Vilanova
Martí Vicenç Vilanova, Bonjesus (Pollença, 1907 - Palma, 21 de novembre de 1936) fou un teixidor mallorquí.
Va fer de barber i de teixidor a Pollença. Al seu taller artesanal de Pollença començà la recuperació de l'art tradicional del teixit de la roba de llengües. D'idees anarquistes, va donar suport a les candidatures d'esquerres a l'Ajuntament de Pollença. Va col·laborar a les revistes Adelante i Cultura Obrera. Amb el triomf electoral del Bloc Popular Antifeixista va fer part de la Comissió Gestora de l'Ajuntament de Pollença i en fou tinent de batle fins al juliol de 1936. Davant l'aixecament feixista pogué sortir de l'illa en una barca i arribar a Menorca, on s'incorporà a l'exèrcit republicà. Quan es traslladava a Barcelona, el vaixell va ser pres per les forces de marina rebels i conduït al port de la Ciutat de Mallorca. El vint de novembre del trenta-sis, va iniciar-se a l'Institut el judici contra tots els tripulants, acusats de no respectar el Ban signat pel general Goded el denou de juliol. El condemnaren a mort i l'executaren el vint-i-u de novembre, a l'hemicicle del cementiri nou de la Ciutat de Mallorca.